# Impatiens odontosepala
Impatiens odontosepala är en balsaminväxtart som beskrevs av Joseph Dalton Hooker. Impatiens odontosepala ingår i släktet balsaminer, och familjen balsaminväxter. Inga underarter finns listade i Catalogue of Life.